# Арутюнян, Давид Эдонисович
Дави́д Эдо́нисович Арутюня́н (арм. Դավիթ Հարությունյան; род. 5 марта 1963, Ереван, Армянская ССР) — армянский государственный деятель, депутат парламента Армении, министр юстиции Армении (1998—2007). Награждён медалью «За укрепление правопорядка», медалью Мхитара Гоша, медалью «За заслуги перед отечеством» I степени (2012) и II степени (2015).

## Биография
- 1975—1980 — факультет вычислительной техники Ереванского политехнического института.
- 1980—1983 — аспирант вычислительного центра академии наук Армянской ССР. В 1986 году защитил диссертацию на соискание учёной степени кандидат технических наук[3].
- 1982—1988 — юридический факультет Ростовского государственного университета им. М. Суслова.
- 1988—1992 — факультет психологии Армянского государственного педагогического института им. Х. Абовяна.
- С 1981 — инженер на Ереванском электротехническом заводе, затем работал в вычислительном центре академии наук Армянской ССР младшим научным сотрудником, заместителем директора Ереванской школы № 183, директором Ереванской авторской школы № 198.
- 1995—1998 — депутат парламента Армении. Член постоянной комиссии по государственно-правовым вопросам.
- 1997 — главный советник мэра Еревана, а в 1997—1998 — первый заместитель министра юстиции Армении.
- 1998—2007 — был министром юстиции Армении.
- 12 мая 2007 — вновь избран депутатом парламента. Член партии «РПА».
- 7 июня 2007 — избран председателем постоянной комиссии по государственно-правовым вопросам. Автор двух монографий и более двух десятков научных статей.
- 18 апреля 2014 года назначен министром-руководителем аппарата Правительства Армении.
- 25 мая 2017 года вновь назначен министром юстиции Армении.